# Herwig Kollaritsch
Herwig Kollaritsch (* 1956) ist ein österreichischer Infektiologe.

## Leben
Nach der Promotion zum Dr. med. univ. 1981 an der Universität Wien war er zunächst an der Infektiologie im Kaiser-Franz-Josef-Spital tätig und anschließend als Assistent am Institut für Spezifische Prophylaxe und Tropenmedizin der Universität Wien. Facharzt für Tropenmedizin wurde er 1989. Facharzt für Hygiene und Mikrobiologie wurde er 1990. Nach der Habilitation 1989 wurde er 1996 zum Universitätsprofessor ernannt.
Seine Forschungsinteressen sind klinische Vakzinologie, Epidemiologie von durch Impfstoffe vermeidbaren Krankheiten und klinische Impfstoffentwicklung.